# Batá

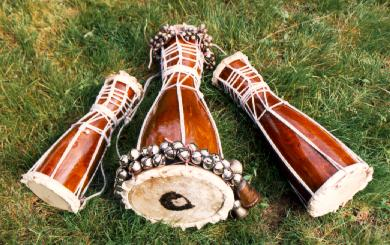
Tambores Batá (desde la izquierda: Okónkolo, Iyá, Itótele) (foto cortesía de Harold Muñiz).

Un tambor Batá es un tambor de doble parche, tallado en madera con forma de reloj de arena con un cono más largo que el otro. Este instrumento de percusión es usado primordialmente para propósitos religiosos o semi-religiosos de la cultura yoruba, localizada en Nigeria, así como adoradores de la Santería en Cuba, Puerto Rico y los Estados Unidos. También se usa con fines únicamente musicales.
Los tambores batá son una familia de tres tambores consagrados: Iyá, tambor grande; Itótele, tambor mediano, y Okónkolo, tambor chico. Los tambores son tocados simultáneamente para crear toques de polirritmia.